# Владычино (Ивановская область)
Владычино — село в Гаврилово-Посадском районе Ивановской области России, входит в состав Осановецкого сельского поселения.

## География
Село расположено в 7 км на северо-запад от центра поселения села Осановец и в 14 км на северо-запад от райцентра города Гаврилов Посад.

## История
В патриарших книгах второй половины XVII столетия Владычня значится государевым дворцовым имением. На основании подписи местного попа Никиты на Апостоле печати 1697 года можно с достоверностью предположить, что во второй половине XVII века во Владычне была уже приходская церковь. Во второй половине XVIII века Владычня, по свидетельству Суздальского ключаря Анания Федорова, была селом и самостоятельным приходом Суздальской епархии. Церковь в селе была деревянная с одним престолом в честь Святого Великомученика Георгия. В 1835 году вместо обветшавшей деревянной церкви, прихожане построили своими средствами каменную церковь с колокольней. Престолов в церкви было два: в холодной — в честь Святого Великомученика Георгия и в теплом приделе — в честь Покрова Пресвятой Богородицы. В 1893 году приход состоял из одного села Владычни, в котором числилось 80 дворов, мужчин — 247, женщин — 293. С 1889 года в селе существовала земская народная школа. В годы Советской власти колокольню разобрали на кирпич, в церкви была мастерская совхоза.
В конце XIX — начале XX века село входило в состав Паршинской волости Юрьевского уезда Владимирской губернии.
С 1929 года село входило в состав Шельбовского сельсовета Гаврилово-Посадского района, с 1954 года — в составе Осановецкого сельсовета, с 2005 года — в составе Осановецкого сельского поселения.

## Население
| 1859 | 1905 | 2010 |
| ---- | ---- | ---- |
| 407  | ↗579 | ↘31  |

## Достопримечательности
В селе находится недействующая Церковь Георгия Победоносца (1835)